# Grundtjärnen (Stensele socken, Lappland)
Grundtjärnen är en sjö i Storumans kommun i Lappland och ingår i Ångermanälvens huvudavrinningsområde. Sjön har en area på 0,108 kvadratkilometer och ligger 505,9 meter över havet.

## Delavrinningsområde
Grundtjärnen ingår i det delavrinningsområde (724250-151687) som SMHI kallar för Inloppet i Daikansjön. Medelhöjden är 559 meter över havet och ytan är 10,92 kvadratkilometer. Räknas de 4 avrinningsområdena uppströms in blir den ackumulerade arean 44,09 kvadratkilometer. Daikanbäcken som avvattnar avrinningsområdet har biflödesordning 3, vilket innebär att vattnet flödar genom totalt 3 vattendrag innan det når havet efter 391 kilometer. Avrinningsområdet består mestadels av skog (68 procent) och sankmarker (21 procent). Avrinningsområdet har 0,11 kvadratkilometer vattenytor vilket ger det en sjöprocent på 1 procent.